# طائرة ذات دفع مختلط
طائرة ذات دفع مختلط (بالإنجليزية: Mixed-power aircraft)‏ هي طائرة تزود بطاقة الدفع بواسطة محرك نفاث واحد أو أكثر، بالإضافة إلى محرك واحد أو أكثر من المحركات المكبسية أو التوربينية أو الصاروخية.